# High Live
High Live är ett livealbum från 1996 av bandet Helloween.

## Låtlista

### Disc one
1. "We Burn" - 04:12
2. "Wake up the Mountain" - 05:22
3. "Sole Survivor" - 05:23
4. "The Chance" - 03:56
5. "Why?" - 04:43
6. "Eagle Fly Free" - 05:17
7. "The Time of the Oath" - 08:00
8. "Future World" - 05:45
9. "Dr. Stein" - 05:01

### Disc two
1. "Before the War" - 06:10
2. "Mr. Ego (Take Me Down)" - 06:14
3. "Power" - 06:54
4. "Where the Rain Grows" - 07:30
5. "In the Middle of a Heartbeat" - 03:09
6. "Perfect Gentleman" - 03:40
7. "Steel Tormentor" - 07:58